# Xystrocera chalybeata
Xystrocera chalybeata es una especie de escarabajo longicornio del género Xystrocera, categorizada en la tribu Xystrocerini, de la subfamilia Cerambycinae. Fue descrita por Gahan en 1890.

## Descripción
Mide 10-19 mm de longitud.

## Distribución
Se distribuye por Botsuana, Malaui, Sudáfrica, Tanzania, Zambia y Zimbabue.